# Ефросина Иванова
Ефросина Григорова Иванова е българска просветна деятелка и революционерка от Вътрешната македоно-одринска революционна организация.

## Биография
Ефросина Иванова е родена през 1880 година в град Струга, тогава в Османската империя, днес в Северна Македония. Работи като учителка на много места в Македония и действа като куриер на ВМОРО междувременно, но е разкрита от турските власти и е осъдена на затвор в Беяз куле, откъдето е освободена след обща амнистия. Жени се за Григор Тотев и влиза в неговата чета, разболява се тежко, след което е прехвърлена по канал в България.
На 17 февруари 1943 година, като жител на София, подава молба за българска народна пенсия, която е одобрена и пенсията е отпусната от Министерския съвет на Царство България.